# Henri Pélissier
Henri Pélissier (ur. 22 stycznia 1889 w Paryżu; zm. 1 maja 1935 w Dampierre-en-Yvelines) – francuski kolarz szosowy. Zwycięzca Tour de France w 1923.

## Życiorys
Z powodu swojego legendarnego uporu już przed I wojną światową Henri Pélissier był zaliczany do wybitnych osobistości tzw. "pionierskiej" epoki kolarstwa. Wiele dokonał dzięki pomocy swojego brata. Miał trzech braci - Francisa, Jeana i Charlesa, z których każdy był kolarzem. Jean zginął w czasie wojny, Francis ścigał się razem z Henrim, a Charles kilka lat później również odnosił wiele sukcesów (m.in. wygrał 8 etapów w Tour de France w 1930 roku).
Na Tour de France w roku 1924 Pélissier był aktorem skandalu wywołanego jego wycofaniem się wraz z bratem, Francisem już na trzecim etapie. Pélissier oburzył się po tym, jak jeden z komisarzy wyścigu bez uprzedzenia złapał go za koszulkę by sprawdzić, czy nie nosi czasem drugiej koszulki. Ówczesny regulamin zabraniał bowiem noszenia dwóch koszulek, jak również wyrzucania koszulki. Dzień wcześniej Pélissier wyrzucił jedną koszulkę podczas etapu i dostał za to dwie minuty kary. Francuz twierdził poza tym, że kierownictwo wyścigu, na czele z Henri Desgrangem jest mu nieprzychylne, a komisarze szykanowali jego i jego brata. Desgrange uważał Pélissiera za aroganta i człowieka zarozumiałego.
W 1935 Henri Pélissier zginął w tragicznych okolicznościach - w przypływie zazdrości jego kochanka Camille zastrzeliła go z tego samego rewolweru, z pomocą którego wcześniej jego żona popełniła samobójstwo. Kula trafiła kolarza prosto w serce.

## Ważniejsze zwycięstwa
- Bordeaux-Paryż 1919
- Giro di Lombardia 1911, 1913 i 1920
- Mediolan-San Remo 1912
- Mediolan-Turyn 1911
- Paryż-Roubaix 1919, 1921
- Paryż-Tours 1922
- Tour de France 1923, 2. miejsce 1914, łącznie 10 etapów wygranych na 10 występów w TdF

## Cytat
Nie macie pojęcia co się dzieje na trasie. To droga przez mękę. Żeby przetrwać, musimy sięgać po to (kokaina). Tylko w ten sposób możemy dać radę, ale organizatorzy wciąż wymyślają coś nowego, by uprzykrzyć nam życie. Nadejdzie jeszcze dzień, kiedy każą nam jechać z ołowiem w kieszeniach, bo uznają, że Bóg stworzył człowieka zbyt lekkim. - fragment wywiadu udzielonego po rezygnacji z TdF 1924 dziennikarzowi "Le Petit Parisien", Albertowi Londres. Na podstawie tego wywiadu Londres napisał artykuł "Przekleństwo szosy", który spowodował wiele zamieszania w świecie kolarskim.